# Дреневская
Дреневская — деревня в Лухском районе Ивановской области. Входит в состав Порздневского сельского поселения.

## География
Находится в восточной части Ивановской области на расстоянии приблизительно 20 км на восток по прямой от районного центра, поселка Лух, на левом берегу речки Порздня.

## История
В 1872 году здесь было учтено 20 дворов, тогда деревня в составе Юрьевецкого уезда Костромской губернии. В 1907 году —15 дворов.

## Население
Постоянное население составляло 114 человек (1872 год), 81 (1897), 81 (1907), 4 в 2002 году (русские 100 %), 5 в 2010.